# Alessandro Chiappini
Alessandro Chiappini (Perugia, 31 gennaio 1969) è un allenatore di pallavolo italiano, tecnico dell'ŁKS e della  nazionale ungherese femminile.

## Carriera

### Club
Alessandro Chiappini inizia la carriera professionistica da allenatore nella stagione 1998-99, come vice di Giuseppe Cuccarini sulla panchina della Virtus Reggio Calabria, la stagione si conclude con la sconfitta in finale scudetto per mano del Bergamo. La stagione successiva arriva la conquista della Coppa Italia e della Challenge Cup, tuttavia l'annata si conclude con una nuova sconfitta nella finale del campionato contro il Modena.
Nella stagione 2000-01 segue Giuseppe Cuccarini, sempre come vice, sulla panchina del Bergamo, in cui resta per un biennio vincendo un campionato. Nell'annata 2002-03 passa alla Sirio Perugia come vice-allenatore di Massimo Barbolini vincendo Coppa Italia e campionato. La stagione successiva decide di accettare la proposta del suo club d'origine: la Media Umbria, militante in Serie B1.
Dopo due stagioni in B1, nella stagione 2005-06 arriva l'importante chiamata dell'Asystel, club militante nella massima serie nazionale, che gli offre il posto da primo allenatore. Il sodalizio dura per due stagioni in cui arrivano una Coppa di Lega, una Top Teams Cup e una Supercoppa italiana.
Nella stagione 2010-11 ritorna ad allenare una squadra di club: il Trefl Sopot, militante nel massimo campionato polacco, in cui rimane per due stagioni. La prima annata si conclude con la sconfitta nella serie di finale del campionato per mano del Dąbrowa Górnicza; mentre nella stagione successiva, dopo un'importante campagna di rafforzamento e il cambio di denominazione della formazione in Atom Trefl Sopot, arriva la conquista del primo campionato nella storia della società.
Nella stagione 2012-13 passa all'Azərreyl, militante nel campionato azero; dopo una stagione di inattività torna in Italia, ingaggiato dal River di Piacenza alla guida del quale si aggiudica la seconda personale Supercoppa italiana; a metà stagione, in seguito all'esonero da parte della formazione emiliana, passa all'Imoco; al termine del campionato, le strade del tecnico e della società si dividono.
Nel mese di novembre 2016 viene ingaggiato dalla formazione polacca del Proxima Kraków in I liga, sulla cui panchina rimane anche l'anno successivo quando la squadra si fonde con il Atom Trefl Sopot diventando Trefl Proxima Kraków e acquisendo così il diritto di disputare la Liga Siatkówki Kobiet.
Nell'estate 2018 la formazione di Cracovia rinuncia all'iscrizione alla Liga Siatkówki Kobiet per la stagione 2018-19 e comunica la chiusura della società, per cui Chiappini rimane senza panchina; nel dicembre 2018 torna però nel massimo campionato polacco sostituendo Guillermo Hernández, passato al Potsdam, alla guida del PTPS. Nell'annata seguente è invece alla guida del Legionovia, anch'esso in massima serie polacca, che guida per un triennio prima di passare, per la stagione 2022-23, all'ŁKS di Łódź, sempre in Liga Siatkówki Kobiet.
]

### Nazionale
Nel 2007 accetta di allenatore della nazionale turca femminile, che guida ai Campionati Europei nel 2007, chiusi al decimo posto; mentre l'edizione successiva si conclude con un quinto posto. Arrivano inoltre un secondo posto all'European League e uno ai Giochi del Mediterraneo.
Nella primavera del 2017 viene nominato commissario tecnico della nazionale femminile di pallavolo della Slovenia, incarico che mantiene fino al 2021; dirige anche la nazionale under 23 con cui si aggiudica la medaglia d'argento al campionato mondiale di categoria 2017.

## Palmarès

### Club
- Campionato polacco: 1

2011-12
- Coppa di Lega: 1

2007
- Supercoppa italiana: 2

2005, 2014
- Top Teams Cup: 1

2005-06

### Nazionale (competizioni minori)
- Giochi del Mediterraneo 2009
- European League 2009
- European League 2010
- Campionato mondiale under 23 2017